# Manuel Soares Monge
Manuel Soares Monge (Serpa, Vila Nova de São Bento, 18 de Fevereiro de 1938) é um militar e político português.

## Biografia

### Nascimento
Nasceu em 18 de Fevereiro de 1938, na freguesia de Vila Nova de São Bento, no concelho de Serpa.

### Carreira militar e política
Desde muito novo que se mostrou interessado pela carreira das armas, tendo passado pela Academia Militar, alcançando o posto de oficial de cavalaria. Combateu durante a Guerra Colonial ao longo de cerca de doze anos. Durante aquele conflito, fez quatro comissões de serviço na África: duas em Angola e as duas últimas na Guiné.[carece de fontes?]
Foi mobilizado para Angola já a guerra ia assanhada no Norte.[carece de fontes?] A partir de 1968, António de Spínola, nomeado comandante-chefe da Guiné, escolhe os melhores oficiais para conduzir a nova estratégia na província, então à beira da derrota militar. Manuel Monge é um dos eleitos. Ainda capitão, colocado no inferno do Sul, é-lhe atribuída missão quase impossível: defender o aquartelamento de Gadamael. Manuel Monge ganhou a batalha.[carece de fontes?]
Participou na tentativa falhada de revolução em 16 de Março de 1974, e depois na Revolução de 25 de Abril de 1974, tendo sido membro do Movimento dos Capitães e da Comissão Coordenadora do Movimento das Forças Armadas. Nessa altura, tinha a patente de major. Foi o assessor militar de António de Spínola e Mário Soares na Presidência da República, Esteve no Quartel da Cavalaria de Santa Margarida entre 1980 e 1982, à frente do comando do Esquadrão de Reconhecimento.[carece de fontes?] Foi o responsável pelo pelouro das relações com Macau, tendo igualmente servido naquele território, no posto de secretário-adjunto do Governo. Em Setembro de 1996, tornou-se secretário-adjunto para a Segurança, substituindo Lajes Ribeiro, tendo nessa altura o posto de brigadeiro. Alcançou depois o posto de general.
Em Março de 2005, foi eleito pelo governo, então liderado por José Sócrates, para o posto de Governador Civil. Foi o único dos dezoito nomeados para o posto de governador civil naquele período que era politicamente independente. Em Novembro de 2009, o Ministério da Administração Interna anunciou a renomeação de Manuel Monge como Governador Civil. Inicialmente, mostrou-se relutante ao continuar no seu posto, alegando que precisava de descansar e passar mais tempo com a família, embora tenha aceitado devido a pressões do governo, principalmente do Ministro Rui Pereira. Exerceu o cargo até Julho de 2011, data em que o Governo exonerou todos os governadores civis. Naquele posto, destacou-se por ter promovido o distrito, e ter impulsionado especialmente a importante exposição agrícola Ovibeja.
Em Maio de 2011, Manuel Soares Monge recebeu a Delegação Empresarial de Macau, que se deslocou à cidade de Beja para participar na Ovibeja.

## Homenagens
Foi agraciado com o grau de Grande-Oficial da Ordem Militar de Avis em 6 de Janeiro de 1992, tendo sido elevado ao grau de Grã-Cruz em 20 de Setembro de 2001; com o grau de Grande-Oficial da Ordem Militar de Cristo em 13 de Fevereiro de 1996; e com o grau de Grande-Oficial da Ordem da Liberdade a 5 de julho de 2023.